# Marleen Ekelmans
Marleen Ubels-Ekelmans (Assen, 1985), is een Nederlands schrijfster en musicaldocent.

## Levensloop
Ekelmans volgde twee jaar de opleiding dansdocent aan het Friesland College en maakte de overstap naar sociaal cultureel werk aan het Alfa-college. Ze richtte tijdens haar opleiding een jeugdtheatergroep op en leidde na haar examen de door haar opgerichte theatergroep Twinckle (2005-2009). Ekelmans schreef haar eerste musical toen ze 18 was. Ze geeft sinds 2009 les aan een musicalschool.
Ekelmans schrijft thrillers voor jongvolwassenen, ze debuteerde in 2013 met In het duister.
 Ze is getrouwd en heeft een zoon.